# San Carlos (Arizona)
San Carlos é uma Região censo-designada localizada no estado americano de Arizona, no Condado de Gila.

## Demografia
Segundo o censo americano de 2000, a sua população era de 3716 habitantes.

## Geografia
De acordo com o United States Census Bureau tem uma área de
23,0 km², dos quais 22,9 km² cobertos por terra e 0,1 km² cobertos por água. San Carlos localiza-se a aproximadamente 800 m acima do nível do mar.

## Localidades na vizinhança
O diagrama seguinte representa as localidades num raio de 40 km ao redor de San Carlos.